# Alte Halde – Dolomitgebiet Ostrau
Alte Halde – Dolomitgebiet Ostrau ist ein Naturschutzgebiet (NSG) im Landkreis Mittelsachsen in Sachsen. Das 26,5 ha große Gebiet mit der NSG-Nr. C 97 erstreckt sich südöstlich der Ortslage Ostrau, zwischen den Ortsteilen Zschochau und Münchhof. Das Naturschutzgebiet wurde durch eine Verordnung des Regierungspräsidiums Leipzig vom 7. Juni 1999 festgesetzt.